# Димитър Секулов
Димитър (Мито, Миту) Секулов е български революционер, деец на Вътрешната македоно-одринска революционна организация.

## Биография
Роден е в град Крушево. По време на Великденските пости в 1895 година в Битоля пристига Григор Попев, който привлича Секулов към новооснования комитет на ВМОРО заедно с Димитър Велянов и още двама-трима сподвижници.
При избухването на Илинденско-Преображенското въстание в 1903 година в Крушево и обявяването на Крушевската република Секулов заедно с Вангел Дину, Георги Чаче, Теохар Нешков, Христо Кюркчиев и Никола Балю влиза в Привременното правителство, като Секулов отговаря за санитарното дело, прехраната и продоволството.
Заловен е от властите. Според османските документи Мито Секула е българин, православен, обвинен в „съхраняване на хазната на българската бунтовническа организация“. Осъден е от Извънредния съд на 5 години каторга и лежи в Битолския затвор. Амнистиран е с общата амнистия от 12 април 1904 година